# Duri a Marsiglia
((Giancarlo Fusco, Duri a Marsiglia)
Duri a Marsiglia (1974) è un romanzo, parzialmente autobiografico, dello scrittore e giornalista spezzino Giancarlo Fusco (La Spezia, 1915 - Roma, 17 settembre 1984). Tratta degli ambienti del cosiddetto milieu (la malavita marsigliese) negli anni trenta, rievocando atmosfere simili a quelle dei film di Julien Duvivier e personaggi di romantici gangster come quelli interpretati da Jean Gabin.
Recentemente, il romanzo di Fusco è stato oggetto di una nuova attenzione di pubblico e di critica grazie all'attività dei nuovi autori di noir italiano (primo fra tutti Valerio Evangelisti) che lo hanno correttamente accostato ad autori del noir francese come Jean-Claude Izzo e Jean-Patrick Manchette: con Izzo, in particolare, si può rimarcare la prossimità nell'ambientazione (Marsiglia) e l'impegno politico antifascista, che in Duri a Marsiglia si esplica in passaggi come quello sul Maquis noir (la resistenza contro i nazisti fatta a Marsiglia dai clan mafiosi, coalizzatisi contro il nemico comune negli anni della Repubblica collaborazionista di Vichy).

## La trama dell'opera
Nella Genova del 1932, il protagonista diciottenne (il romanzo si finge autobiografico, ed è scritto in prima persona), viene catturato dalla polizia fascista nel corso di una retata di anarchici. Di estrazione borghese, il giovane viene rilasciato, ma decide comunque di espatriare in Francia: fugge così di casa, portando con sé solo pochi indumenti e pochi libri, tra cui I fiori del male di Baudelaire, le cui poesie (e in particolare Le cygne) costituiranno un po' il leitmotiv del romanzo. Riparato a Marsiglia e cambiato il proprio nome in quello di Charles Fiori, trova prima lavoro in una copisteria dove si stampano libelli anarchici e testi pornografici: in seguito, grazie a un malinteso, entra nelle grazie del clan calabrese della mafia di Marsiglia, in momentanea tregua con gli altri due (il clan dei còrsi e quello dei catalani) che si ripartiscono la città. Dopo un primo compito molto semplice, che consiste nel fare la guardia alle prostitute del racket calabrese, grazie a un episodio in cui mette in luce le proprie doti di coraggio e le proprie abilità come pugile, Charles fa rapidamente carriera nel mondo della mala: nel frattempo, Charles continua a leggere e tradurre Baudelaire, e a tenersi informato sulle avanguardie letterarie e artistiche del tempo, come il Surrealismo (lo troviamo intento a leggere I vasi comunicanti di André Breton). Quando, per colpa di una storia d'amore sfortunato (Pilù, un giovane del clan dei calabresi, è stato rifiutato da Velours, la donna di un capo del clan còrso, e per vendicarsi le ha fatto strappare tutti i denti), scoppia di nuovo la guerra tra i clan, Don Salvatore - capo dei calabresi - intima a Charles Fiori di lasciare il milieu: è un giovane intellettuale borghese, gli dice, e non è quello il suo mondo. 
((Giancarlo Fusco, Duri a Marsiglia)
 Charles abbandona dunque il mondo della malavita, ed entra nella Legione straniera ripromettendosi di narrare il seguito delle sue avventure in futuro.

## Analisi dell'opera
Sospeso tra finzione e autobiografia, Duri a Marsiglia riflette bene da un lato l'istrionismo del personaggio-Fusco (intento, secondo chi lo conosceva, a reinventare costantemente il proprio passato e a crearsi da sé un personaggio di viveur romantico e disincantato), dall'altro l'abilità dello scrittore-Fusco nel giocare coi cliché dell'immaginario noir, ricreando una Marsiglia cinematografica e brumosa e un personaggio di romantico malavitoso che legge Baudelaire con la pistola nella fondina. In questo senso, Duri a Marsiglia è quasi un'opera postmoderna, rielaborando con stile e con una scrittura secca e agile "luoghi" cari all'immaginario cinematografico e romanzesco del XX secolo.

## Fortuna dell'opera
Duri a Marsiglia è stato riedito nella collana Stile Libero Noir di Einaudi, con un'introduzione di Tommaso De Lorenzis. A Fusco è stato dunque riconosciuto un ruolo di precursore della nuova scena noir italiana, ed è stato debitamente affiancato (Valerio Evangelisti parla diffusamente di Duri a Marsiglia nella raccolta di saggi sulla "letteratura di genere" Sotto gli occhi di tutti) a maestri del noir mediterraneo come Izzo e Manchette.

## Edizioni
- Giancarlo Fusco, Duri a Marsiglia, collana Stile Libero Noir, Einaudi, 2005.